# Gado-gado

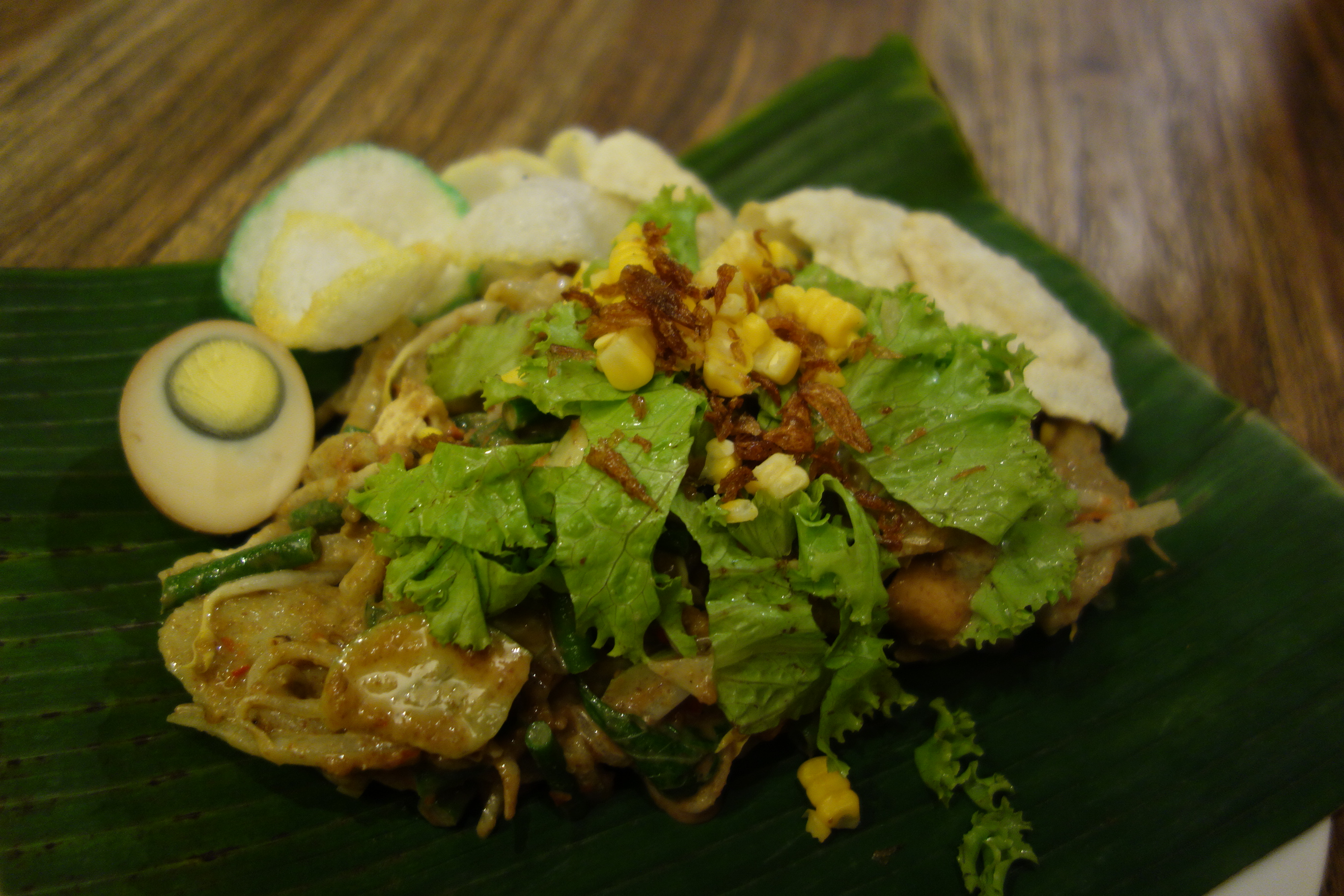
Gado-gado-Salat in einem Restaurant in Jakarta

Gado-gado ist ein Gemüsesalat mit einer scharfen Erdnusssauce aus der indonesischen Küche, und ist dort fast überall zu finden. Der Ursprung wird in der sundanesischen Küche vermutet, einer Bevölkerungsgruppe auf West- Java. Gado-Gado ist ähnlich dem Pecel, trifft aber eine hochwertigere Auswahl beim Gemüse und bei den Zutaten der Erdnusssauce.
Der Salat wird je nach Verfügbarkeit aus blanchiertem und/oder rohem Gemüse wie Wasserspinat, Chinakohl, grünen Bohnen, Gurke, Blüten des Turibaums zubereitet. Serviert wird mit hartgekochten Eiern oder Omelett, Salzkartoffeln, gebratenem Tempeh, Tofu und Kerupuk. Gado-Gado wird nicht als Beilage zu Reis gegessen, sondern als eigenständiges Hauptgericht, ähnlich wie ein großer Mittagssalat im Westen, es wird aber häufig mit Lontong, einem in Bananenblätter gerollt und gekochtem Reiskuchen, serviert.